# Підвисоцька сільська рада (Новоархангельський район)
| Підвисоцька сільська рада — колишній орган місцевого самоврядування у Новоархангельському районі Кіровоградської області з адміністративним центром у с. Підвисоке. Сільській раді підпорядковані населені пункти: - с. Підвисоке - с. Володимирівка |

## Склад ради
Рада складається з 16 депутатів та голови.

### Керівний склад ради
| ПІБ                            | Основні відомості                                                    | Дата обрання | Дата звільнення |
| ------------------------------ | -------------------------------------------------------------------- | ------------ | --------------- |
| Хав'юк Володимир Ілліч         | Сільський голова, 1948 року народження, освіта, член народної партії | 26.03.2006   | 31.10.2010      |
| Очеретній Олександр Андрійович | Сільський голова, 1959 року народження, освіта вища, безпартійний    | 31.10.2010   |                 |

Примітка: таблиця складена за даними джерела

## Населення
Згідно з переписом УРСР 1989 року чисельність наявного населення сільської ради становила 2876 осіб, з яких 1270 чоловіків та 1606 жінок.
За переписом населення України 2001 року в сільській раді мешкали 2323 особи.

### Мова
Розподіл населення за рідною мовою за даними перепису 2001 року:
| Мова       | Відсоток |
| ---------- | -------- |
| українська | 97,89 %  |
| російська  | 1,38 %   |
| молдовська | 0,52 %   |
| вірменська | 0,13 %   |
| болгарська | 0,04 %   |
| угорська   | 0,04 %   |